# St. Jakob (Köln)

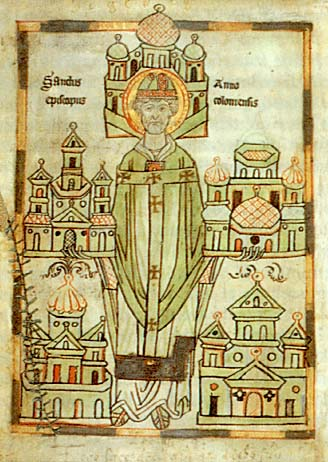
Anno II. mit Modellen von ihm gestifteter Klöster und Stifte

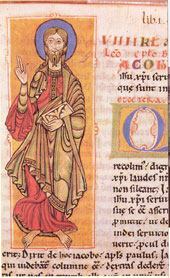
Codex Calixtinus (Liber Sancti Jacobi)

St. Jakob war eine Kölner Pfarrkirche. Sie wurde unter dem Kölner Erzbischof Anno zwischen den Jahren 1059 und 1070 errichtet, und 1534 durch einen Erweiterungsbau in Teilen ersetzt. Die Kirche bestand als Bauwerk bis 1825.

## Geschichte
Nach einer Überlieferung soll schon unter dem Frankenkönig Dagobert um das Jahr 641 vor der „Hohen Pforte“ der alten Römerstadt Köln, ein dem heiligen Jakobus Major geweihtes Bethaus gestanden haben. Ein erster belegter Nachweis zur frühen Jakobskirche findet sich in der Vita Annonis Minor (MG. SS: XI, p.481). In dieser heißt es:

„elegantis artificii capellam templo sancti Georgii contiguam instruxit, reponens in ea, quod a Roma detulerat, dignum veneratione martyris Caesarii brachium. Quam ut apostolici nominis dignitas celebriorem redderet, in honorem sancti Jacobi sacraturus… “

Im Mai 1070 Erzbischof Anno II. brachte den Arm des hl. Caesarius von Terracina nach der Kapelle des hl. Jacobus.

### Mittelalterliche Kirche am Waidmarkt
Das von Erzbischof Anno um 1059/70 errichtete Bauwerk stand am Waidmarkt vor dem Südtor der alten Römerstadt und war offenbar seit Anbeginn dem heiligen Jakob geweiht.
Der Waidmarkt lag vor der römischen Stadtmauer gegenüber der Hohen Pforte. Die an ihm und in seinem Umfeld entstandenen und weiter anwachsenden Bebauungen lagen an einer durch das angrenzende Kirchspiel St. Severin führenden Straße. Es war die seit römischer Zeit von Köln über die Severinstraße und weiter über den im Kölner „Schweid“ gelegenen Judenbüchel (Anfang des 12. Jahrhunderts) vorbei nach Süden führende Fernstraße nach Bonn.
Der später auch den Waidhändlern als Handelsplatz dienende Markt war ein verbreiterter Teil der Severinstraße, wie diese führte er anfänglich (1261) den Namen „lata platea“, die „Breite Straße“. Später nannte man den Markt (1316) „super weitmarte“, dann (1320) „forum xandicis“, und fast ein Jahrhundert später (1408) „weydtmarkt“. Arnold Mercator bezeichnet (1571) den Platz als „Der Weismarkt“.
Der im 16. Jahrhundert im Kirchspiel St. Jakob lebende Hermann von Weinsberg überlieferte in seiner bis in die jüngste Zeit erhaltenen Chronik umfassende Angaben auch zu seiner Pfarrkirche St. Jakob. Er bezeichnete sie aber auch etwas geringschätzig als: einer seir schlechter lantkirchen nit ungemeiß, oben das corpus mit brettern bekleidt. Sein Großvater Gottschalk von Schwelm, gelangte hier durch Wahl zum Kirchmeister ins höchste von Laien verwaltete Kirchenamt.
Das am Waidmarkt erbaute schlichte Bauwerk, dessen altes Langhaus flach gedeckt war, hatte eine kleine mit einem Fenster versehene Apsis und einen Turm aus Tuffstein. Dieser stand im Westen über einem Seitenschiff und war mit einem stumpfen, bleigedeckten Dach gekrönt. Er war ein wenig niedriger gehalten als der der benachbarten Stiftskirche St. Georg.

#### Hospital und Konvent
Etwas später waren auch westlich des Waidmarkte religiöse Gemeinschaften ansässig geworden, so seit der Mitte des 13. Jahrhunderts eine erste Kölner Ordensniederlassung der Karmeliter. Für das Jahr 1251 ist ein Hospital St. Georg belegt. Aus diesem soll dann der 1350 erstmals erwähnte Konvent „S. Jakob“ hervorgegangen sein. Die Gebäude und eine Kapelle an der Westseite des Waidmarktes gelegen sind gegenüber den beiden Kirchen (im Karree der „vrouwenbruderen“ und „Buttegass“, wohl die späteren Weißbüttengasse) auf der Stadtansicht Arnold Mercators deutlich erkennbar.

### Spätgotisches Bauwerk

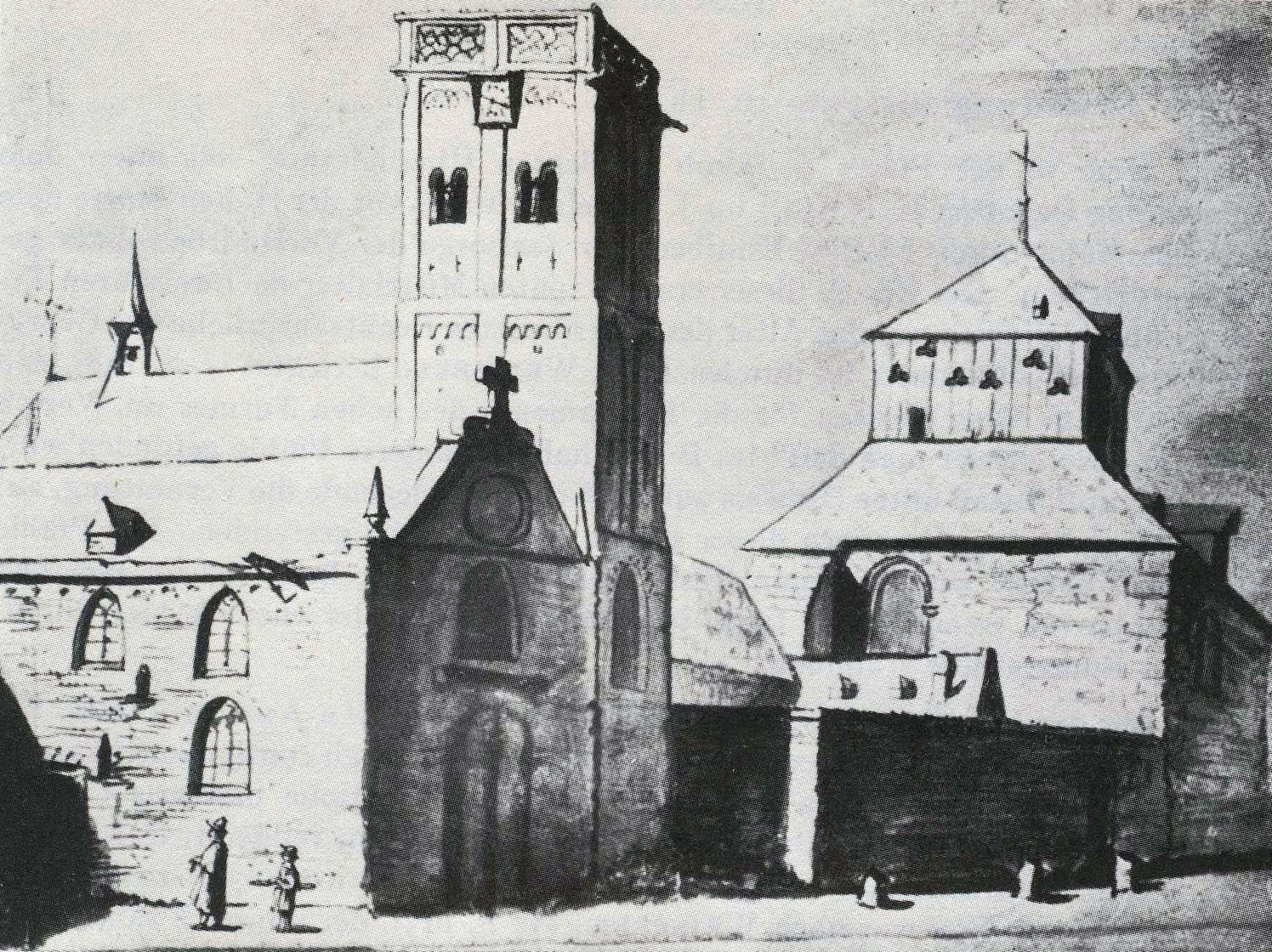
St. Jakob (links) um 1664/65

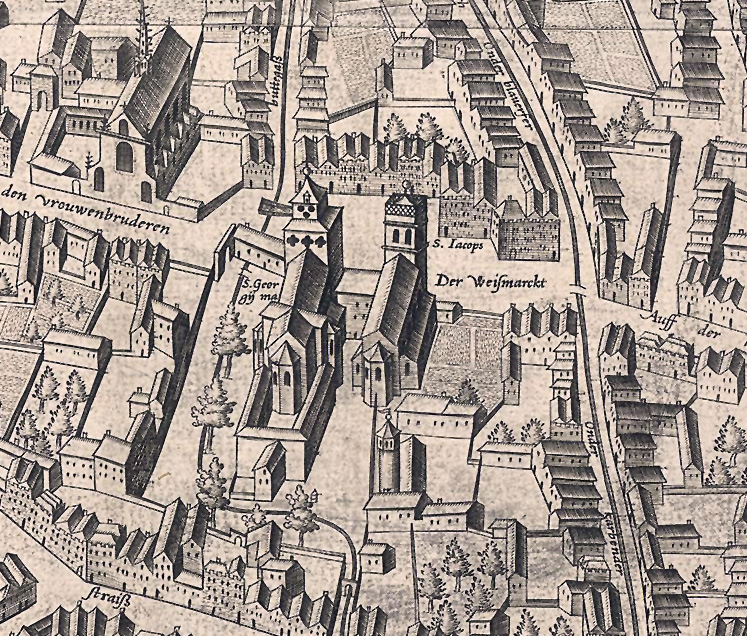
St. Jakob und St. Georg, Mercator 1571

Das der alten annonischen Kirche St. Jakob benachbarte Stift St. Georg ließ 1532 einen Teil seines Hofes abbrechen und schuf so Platz für eine Erweiterung und Umgestaltung der für die angewachsene Gläubigenschar zu klein gewordenen mittelalterlichen Kirche. Unter der Leitung des Kirchmeisters Christian von Weinsberg (dem Vater Hermanns) wurde 1534 mit dem Umbau zu einer mehrschiffigen spätgotischen Basilika begonnen.

#### Finanzierung und Umbau
Finanziert wurde der Bau überwiegend durch Spenden des Fassbinders und Kirchenmeisters Georg von Altena († 1548) und weiteren Zuwendungen des ihm im Amt folgenden Christian Weinsberg (1489–1549) sowie des Weinkaufmanns, Ratsherren und Kirchmeisters Peter Newenar († 1562). Werkmeister des Bauwerks war „Tilman von der Urdenbach“.
Die alte Apsis ersetzte dann ein größerer fünfseitiger Chor mit südlich angefügter Gerkammer. Nach der Weihe des 1537 fertiggestellten, nach Osten ausgerichteten Hochchores erfolgte die Weihe des Hochaltars. Danach begann man mit der Erneuerung des Langhauses. Dieses bildete nach den Umbauten aus drei schmalen mittleren Schiffen eine dreischiffige und fünfjochige Halle, der die rechteckig schließenden Seitenschiffe angegliedert wurden. Der zuvor schon fertiggestellte Fünfseitenchor schloss das Bauwerk ab.
1540 begann man mit der Errichtung eines neuen Turmes in der Achse des Mittelschiffes, der mit einigen Baustopps erst nach achtjähriger Bauzeit fertiggestellt wurde. Er war quadratisch und endete mit zwei Geschossen über dem Kirchenschiff, oberhalb eines umlaufenden Gesimses, mit einer abschließenden Maßwerkgalerie die einen flachen Helm (bei Mercator erkennbar) umschloss. Im Jahr 1552 ließ das Stiftskapitel St. Georg die Kirchen mit einem überwölbten Gang verbinden, der in das Westjoch des südlichen Seitenschiffs von St. Jakob führte. Um 1561 stattete man den Turm an seiner der Stadt zugewandten Seite mit einem neuen Uhrwerk aus. Die Uhr war mit Zifferblatt und Glockenschlag ausgerüstet und veranlasste Hermann von Weinsberg in seiner Chronik zu der Bemerkung: Dies Werk hat viel Leuten wonder wal gefallen, etlichen Geistlichen übel.
Die alten, schadhaften Steintreppen vor dem westlichen, vierjochigen Seitenschiff wurden abgebrochen und 1568 rechts des Portals eine neue Treppe angelegt. Danach entstand der nun bis zur westlichen Turmfront vorgezogene von einem Kreuz gekrönte Giebel des nördlichen Seitenschiffs.
1573 wurden unter der Leitung des Hermann von Weinsberg im Inneren der Kirche Veränderungen durchgeführt. Er ließ die Turmhalle zur Aufnahme einer Orgel mit einer holzgestützten Empore ausstatten. Zur gleichen Zeit wurde in Höhe der Südempore ein neues Fenster gebrochen und die Fenster der Nordseite erneuert. Um 1615 wurde durch Meister „Jörgen von Herscheid“ das Dachwerk des Turms erneuert. Nach Abschluss dieser Baumaßnahmen hatte die Kirche den äußeren Zustand, den der Maler Finkenbaum in seiner Zeichnung um 1664/65 darstellte. Bis zum Ende der Kirche fanden nur noch geringe Veränderungen des Bauwerks statt. Die spätgotische Brüstung mit ihrem Maßwerk und den Eckwasserspeiern des Turmdaches erhielt eine einfache Attika im klassizistischen Stil des ausklingenden 18. Jahrhunderts.

#### Ausstattungen und Besonderheiten

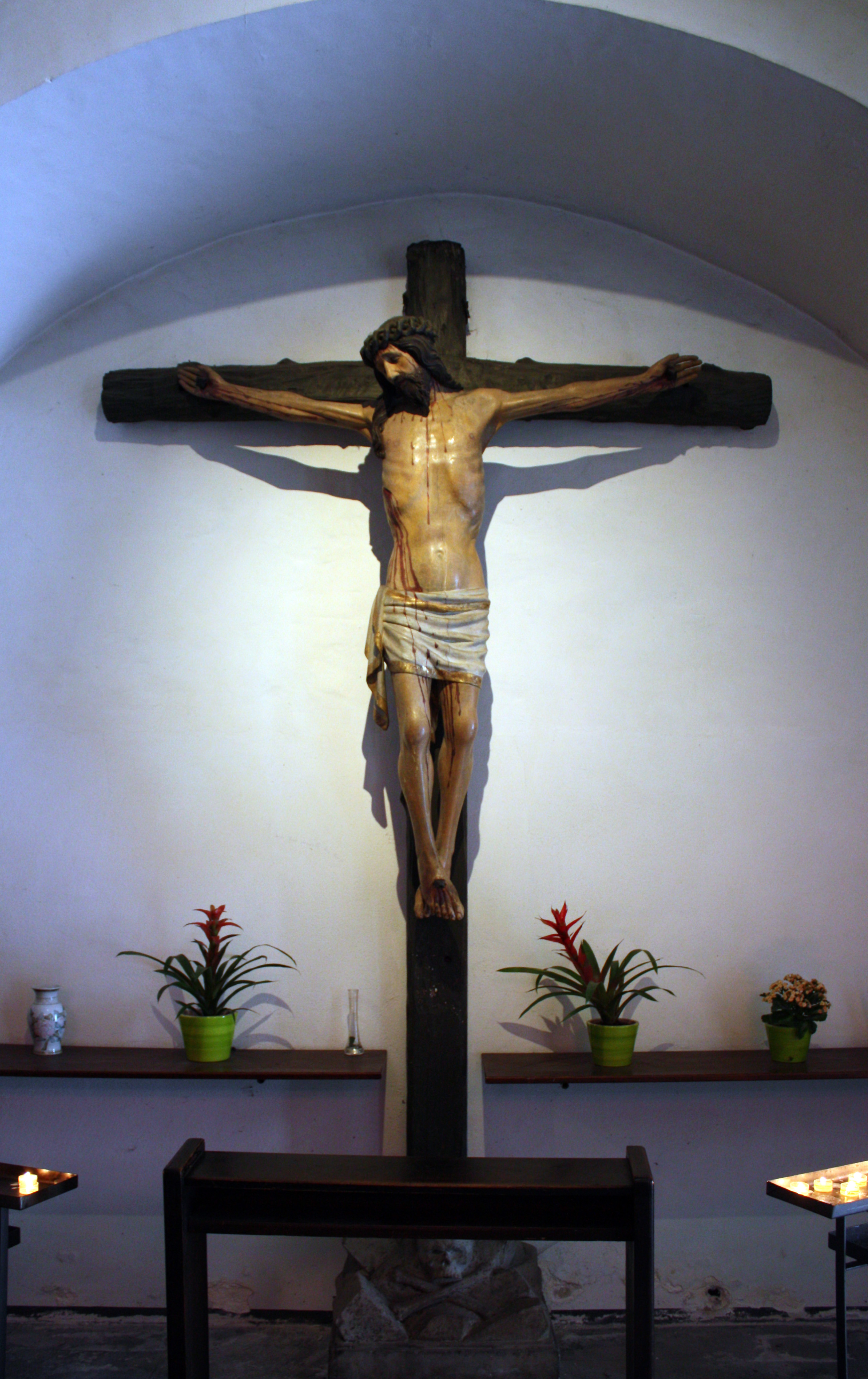
Kruzifix um 1440, wahrscheinlich aus St. Jakob

Bei dem heute in der nördlichen Vorhalle der St. Georgskirche aufgestellten Kruzifix geht man davon aus, dass das Kreuz aus der benachbarten Pfarrkirche St. Jakob stammt und im Zuge des Abrisses dieser Kirche nach St. Georg gelangte. Es ist eines der wenigen noch vorhandenen Kunstobjekte der niedergelegten Kirche.
Die Kirche war mit mehreren Altären ausgestattet. Angaben hierzu entstammen der Beschreibung Weinsbergs. Danach erhielt der 1537 geweihte Hochaltar 1619 ein neues Kreuzigungsbild, welches von der Familie „von Merheim“ gestiftet wurde. Der Altar war im Chor der Kirche so aufgestellt, dass ein Umgang ermöglicht war. An der Südseite stand ein Sakramentshaus (Ein erhaltenes Beispiel dieser Sakramentshäuser des 16. und frühen 17. Jahrhundert in Köln befindet sich unter den Kirchenschätzen in St. Georg), welches der Aufbewahrung des Allerheiligsten diente. Das Mittelschiff beherbergte zwei weitere Altäre, es war der Annen- und der Marienaltar, letzterer wurde schon 1362 erwähnt. Der Michaelsaltar befand sich auf der Südempore (nach Weinsberg uff s. Michaelsleuf oder gewolfs). Dort versammelten sich die Kirchmeister zu einer anberaumten Neuwahl. Gegenüber auf der Nordempore war ein dem heiligen Hubertus geweihter Altar aufgestellt. Weinsberg beschrieb ihn als Von alters, daher wurde angenommen bei diesem handele es sich um ein schon vor dem Umbau des 16. Jahrhunderts vorhandenes Ausstattungsstück. Am Westende des südlichen Seitenschiffs stand der Mathiasaltar, ihm gegenüber auf der Ostseite der Altar des Märtyrers Blasius. Zwischen diesen beiden Altären befand sich, dem Mittelschiff zugewandt die Kanzel. An der Ostwand des Nordschiffs gab es einen der heiligen Katharina geweihten Altar, ihm gegenüber, an der Westseite am Eingang, wurde der Ritus der Taufe vollzogen.

#### Stiftungen und Stifter

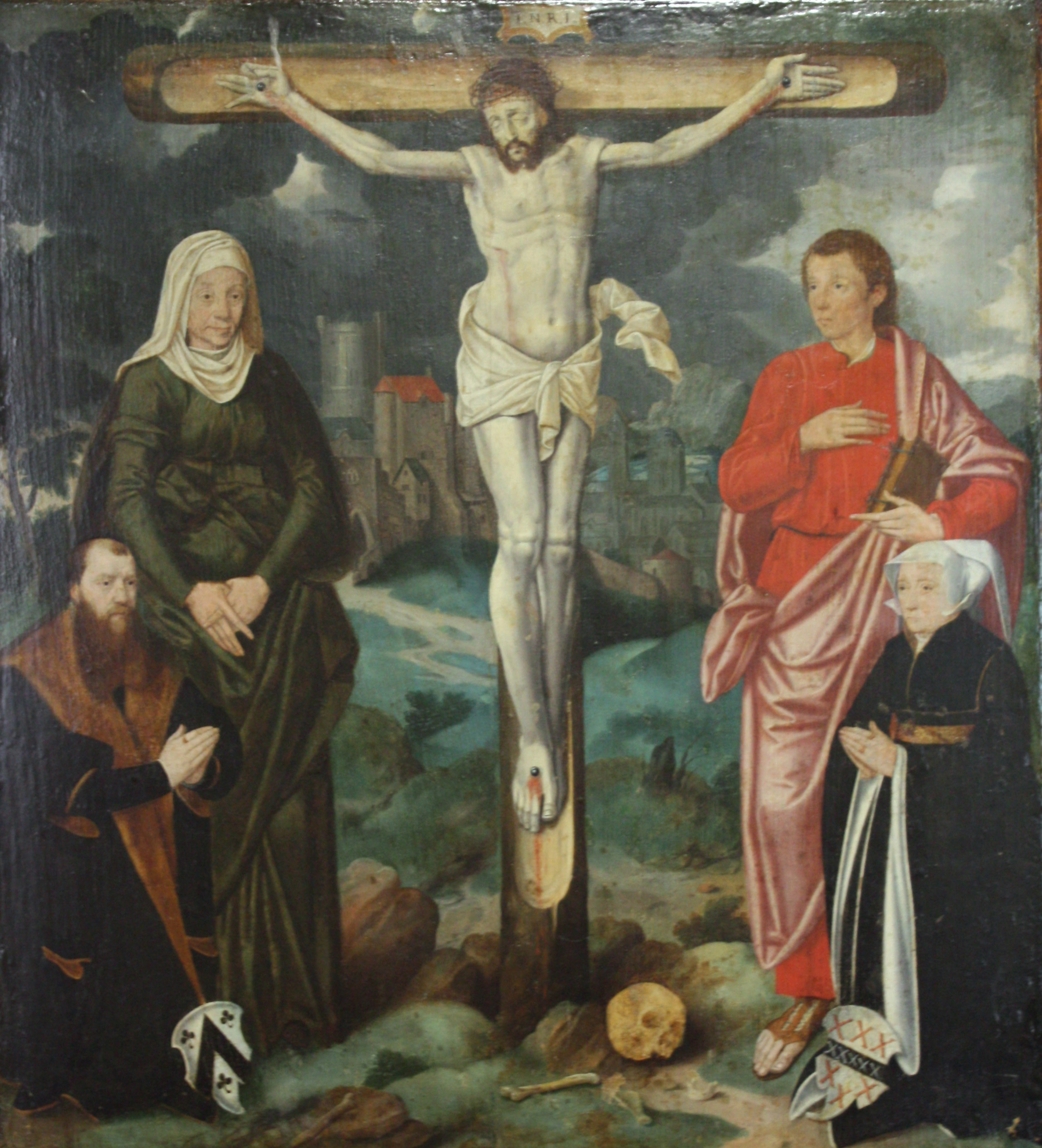
Mittelteil des Triptychons aus der Turmhalle der 1803 geschlossenen Kirche St. Jakob (Zeughaus Köln)

Um den Bau einer mittelalterlichen Pfarrkirche zu realisieren, bedurfte es vor allem wohlhabender Geldgeber. So wie beispielsweise die ebenfalls spätgotische, einige Jahre zuvor auf Resten des 12. Jahrhunderts erneuerte Kirche St. Peter wurde auch St. Jakobs Umbau durch großzügige Spenden des Kölner Patriziats ermöglicht. Das Grundstück hatte die Stiftkirche, die in der Folge auch die Pfarrer stellte, gegeben. Geldgeber waren die Familien „Peter von Neuenahr“, „Georg von Altena“ und „Heinrich Kruft“, genannt Krudener (auch mit „C“ geschrieben) der auch den Mathiasaltar stiftete. Dieser war ein wohlhabender Kölner Bürger und mehrfacher Bürgermeister der Stadt. Kruft starb am 24. September 1590 und wurde im Familiengrab der „Cruderer von Kruft“ unter dem Chor von St Jakob beigesetzt. Ebenfalls im „Totenkeller“ der Gruft der Kirche bestattet waren die Eheleute Franziscus Brassart und Agatha Merzenich. Brassart, ebenfalls ein Bürgermeister der Stadt, stiftete der Kirche einen Altar den der Weihbischof Blavier von Lüttich 1678 weihte. Die Kirche war auch die spätere Grabstätte des am Blaubach in Sichtweite von St. Jakob wohnenden zeitweiligen Ratsherren der Färbergaffel, sowie Kölner Chronisten Weinsberg, der 1597 unter dem Turm der Kirche bestattet wurde. Die Turmhalle schmückte ein Altarbild des Malers Barthel Bruyn, welches dieser im Auftrage der Stifterfamilie Weinsberg 1556/57 gemalt hatte.

### Aufhebung und Abbruch

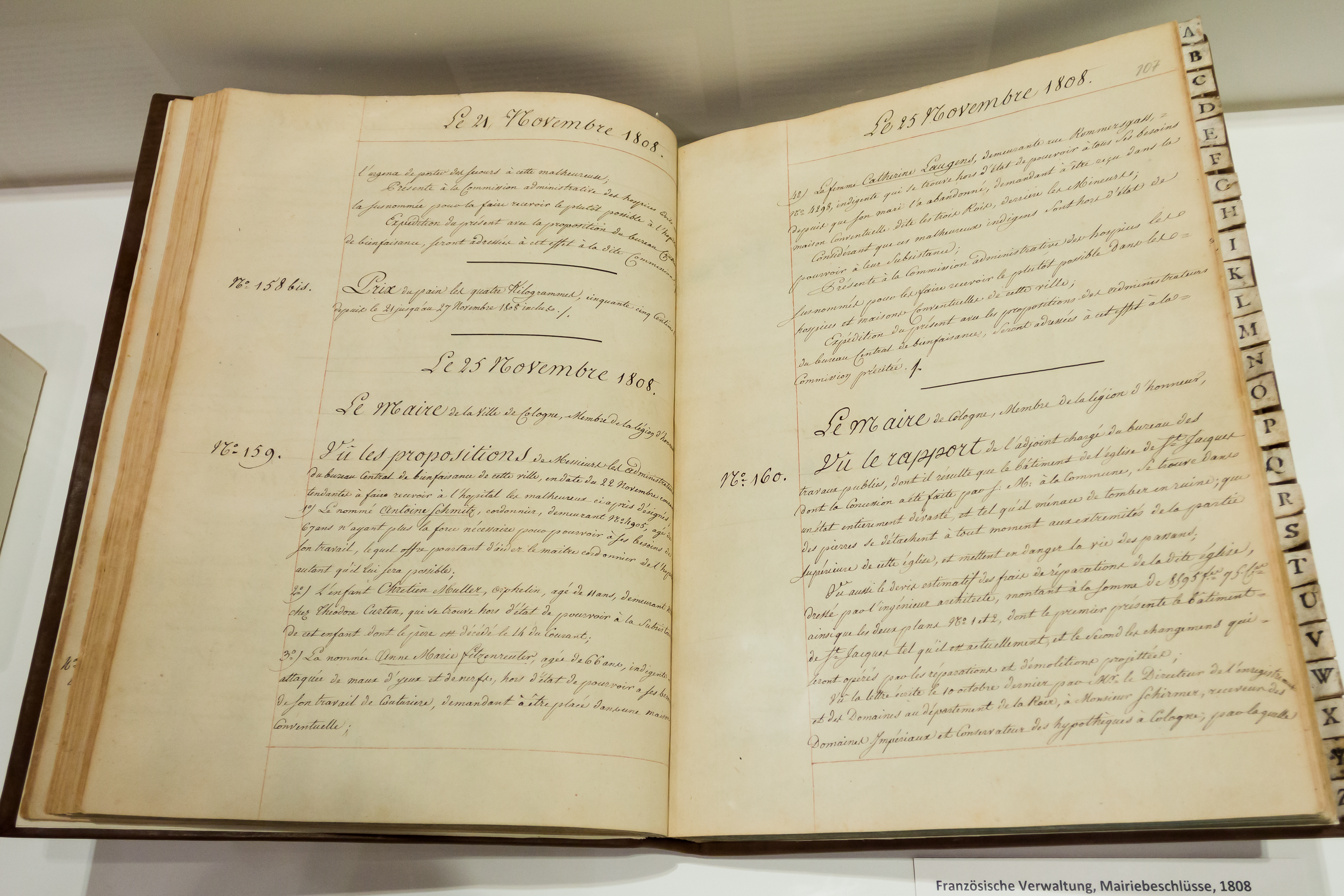
Protokollbuch der Mairie 1808, hier zum ruinösen Zustand der Kirche

St. Jakob wurde 1803 im Zuge der Säkularisation geschlossen und dann als Magazin genutzt, die Betreuung der Gemeinde übernahm die alte romanische St. Georgkirche, die selbst ihren Status als Stiftskirche verloren aber die Pfarrrechte erhalten hatte. Die erst im Jahr 1540 teilweise neu gegossenen Glocken der Jakobskirche erhielt die Pfarrkirche St. Alban in Liblar, sie sind heute dort jedoch nicht mehr verifizierbar.
Nach ersten städtischen Planungen sollte dem Bau der Georgstraße, die zwischen den beiden Kirchen verlaufen sollte, lediglich das südliche Seitenschiff der Jakobskirche geopfert werden, und dann die Arkaden zum Mittelschiff vermauert werden. 1809 ging die Kirche in den Besitz der Stadt über und das Bauvorhaben Georgstraße wurde realisiert. Ein aus dieser Zeit vorhandener Grundriss veranschaulicht die Restkirche, die nun als Kornspeicher diente. Dennoch wurde etwa 15 Jahre später mit Zustimmung der preußischen Regierung die alte Kirche St. Jakob auf Abbruch versteigert und dann 1825 niedergelegt.
Auch der der Kirche gegenüberliegende Jakobuskonvent wurde Opfer der Säkularisation. Er wurde aufgehoben und seine Baulichkeiten der Kölner Armenverwaltung übereignet. Von dieser wurde die Immobilie 1833 verkauft.

### St.-Jakobs-Bruderschaft

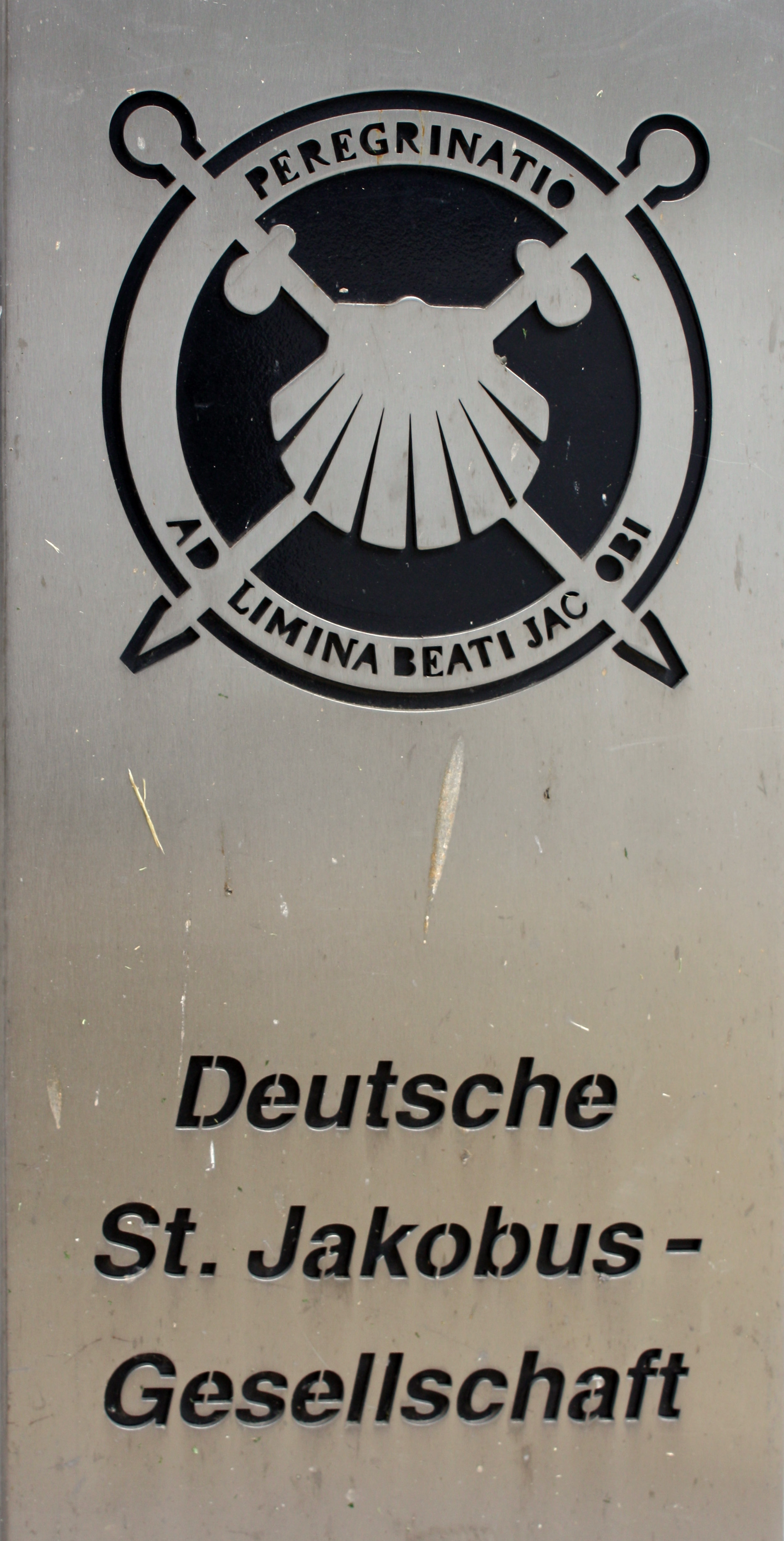
„Beati Jacobi“

Die am Waidmarkt stehende Kölner Pfarrkirche St. Jakob war auch Patronatskirche der Kölner Bruderschaft der Waidhändler. Waid wurde als Färberpflanze von den Blaufärbern am Kölner Blaubach für das dort produzierte Kölner Blau verwandt. Hermann von Weinsberg war wie sein Vater Christian Bannerherr der Färbergaffel „Schwarzhaus“.
Etwa dort, wo einst sie Kirche St. Jakob stand, und 1894 der von dem 1913 in Köln verstorbenen Bildhauer Wilhelm Albermann geschaffene Hermann Joseph-Brunnen errichtet wurde, steht heute eine Informationstafel der Deutschen St.-Jakobus-Gesellschaft. Sie verweist auf die Sehenswürdigkeiten der Kölner Station Waidmarkt am Jakobsweg.

## Heutige Kölner Jakobskirche
Eine Kölner Pfarrkirche mit dem gleichen Patrozinium befindet sich im Stadtteil Köln-Widdersdorf. Dabei handelt es sich um einen schlichten, spätbarocken Backsteinbau aus dem Jahr 1745.